# Fußball-Weltmeisterschaft 1962/Mexiko
Dieser Artikel behandelt die mexikanische Fußballnationalmannschaft bei der Fußball-Weltmeisterschaft 1962.

## Qualifikation

### Erste Runde
| Vereinigte Staaten | - | Mexiko             | 3:3 | Bicek 31', Fister 58', Zerhusen 84' / Mercado 8', Reyes 17' 21' |
| Mexiko             | - | Vereinigte Staaten | 3:0 | Mercado 5', Reyes 35', Díaz 38'                                 |

### Finalrunde
| Costa Rica               | - | Mexiko                   | 1:0 | Goban 51'                                                        |
| Mexiko                   | - | Niederländische Antillen | 7:0 | Flores 28' 52' 64', Reyes 45' 75', González 65' 80'              |
| Mexiko                   | - | Costa Rica               | 4:1 | Flores 11', Cárdenas 31', Gutiérrez 77', Mercado 87' / Grant 54' |
| Niederländische Antillen | - | Mexiko                   | 0:0 |                                                                  |

### Interkontinentales Playoff zwischen CONCACAF und CONMEBOL
| Mexiko   | - | Paraguay | 1:0 | Reyes 20' |
| Paraguay | - | Mexiko   | 0:0 |           |

## Mexikanisches Aufgebot
| Nummer / Name | Nummer / Name       | Damaliger Verein      | Geburtstag | Länderspiele |
| Torhüter      | Torhüter            | Torhüter              | Torhüter   | Torhüter     |
| ------------- | ------------------- | --------------------- | ---------- | ------------ |
| 1             | Antonio Carbajal    | Club León             | 07.06.1929 |              |
| 12            | Jaime Gómez         | Deportivo Guadalajara | 29.12.1929 |              |
| 22            | Antonio Mota        | CD Oro                | 26.01.1939 |              |
| Abwehr        |                     |                       |            |              |
| 2             | Jesús del Muro      | Atlas Guadalajara     | 30.11.1937 |              |
| 3             | Guillermo Sepúlveda | Deportivo Guadalajara | 28.02.1934 |              |
| 4             | José Villegas       | Deportivo Guadalajara | 20.06.1934 |              |
| 5             | Raúl Cárdenas       | CD Zacatepec          | 30.10.1928 |              |
| 13            | Arturo Chaires      | Deportivo Guadalajara | 14.03.1937 |              |
| 15            | Ignacio Jáuregui    | Atlas Guadalajara     | 31.07.1938 |              |
| Mittelfeld    |                     |                       |            |              |
| 6             | Pedro Nájera        | Club América          | 03.02.1929 |              |
| 8             | Salvador Reyes      | Deportivo Guadalajara | 20.09.1936 |              |
| 14            | Pedro Romero        | Deportivo Toluca      | 12.04.1937 |              |
| 16            | Salvador Farfán     | CF Atlante            | 22.06.1932 |              |
| 20            | Mario Velarde       | Club Necaxa           | 29.03.1940 |              |
| Angriff       |                     |                       |            |              |
| 7             | Alfredo del Águila  | Deportivo Toluca      | 03.01.1935 |              |
| 9             | Héctor Hernández    | Deportivo Guadalajara | 06.12.1935 |              |
| 10            | Guillermo Ortiz     | Club Necaxa           | 25.06.1939 |              |
| 11            | Isidoro Díaz        | Deportivo Guadalajara | 14.03.1940 |              |
| 17            | Felipe Ruvalcaba    | CD Oro                | 16.02.1941 |              |
| 18            | Alfredo Hernández   | CF Monterrey          | 18.06.1935 |              |
| 19            | Antonio Jasso       | Club América          | 11.03.1935 |              |
| 21            | Alberto Baeza       | Club Necaxa           | 06.12.1938 |              |
| Trainer       |                     |                       |            |              |
|               | Ignacio Trelles     |                       | 30.07.1916 |              |

## Spiele der mexikanischen Mannschaft

### Erste Runde
- Brasilien –  Mexiko 2:0 (0:0)

Stadion: Estadio Sausalito (Viña del Mar)
Zuschauer: 10.484
Schiedsrichter: Dienst (Schweiz)
Tore: 1:0 Zagallo (56.), 2:0 Pelé (73.)
Wie bereits bei den Weltmeisterschaften 1950 (0:4) und 1954 (0:5), bestritt Mexiko auch 1962 sein Auftaktspiel gegen Brasilien. Zwar verlor „el Tri“ erneut und erzielte auch diesmal kein Tor; doch war die Leistung in diesem Match wesentlich besser als in den beiden früheren Spielen und das 0:2 gegen den amtierenden und zukünftigen Weltmeister ein großer Achtungserfolg. Der Verteidiger Jesús del Muro erinnerte sich später mit Stolz an diese Begegnung: „Es war das erste Mal, dass die Brasilianer sich total verausgaben mussten. In der ersten Halbzeit hatten wir sogar zweimal die Chance, in Führung zu gehen.“ Letztendlich machte Brasiliens Superstar Pelé den Unterschied aus: in der 56. Minute bediente er Zagallo mit einer maßgeschneiderten Kopfballvorlage zur Führung der Selecão und in der 72. Minute lief er allein vom Mittelfeld in Richtung des mexikanischen Tores, umspielte die gesamte Abwehr und stellte den Endstand her.
- Spanien –  Mexiko 1:0 (0:0)

Stadion: Estadio Sausalito (Viña del Mar)
Zuschauer: 11.875
Schiedsrichter: Tesanić (Jugoslawien)
Tor: 1:0 Peiró (90.)
Die Spanier dominierten das Spiel in der ersten Halbzeit und allein dem wieder einmal überragenden Carbajal war es zu verdanken, dass Mexiko nicht schon zur Pause in Rückstand lag. Der mexikanische Torhüter hatte während des gesamten Spiels 32 Bälle pariert, die meisten davon in der ersten Halbzeit. In der zweiten Hälfte übernahmen die Mexikaner das Kommando und erarbeiteten sich einige Möglichkeiten, die sie jedoch nicht zu nutzen verstanden. Als schon alle mit einem torlosen Remis rechneten (es wäre im 13. WM-Spiel Mexikos ihr zweites Remis gewesen und das erste Spiel ohne Gegentor!), schlug Spanien eiskalt zu. 30 Sekunden vor dem Schlusspfiff erzielte Joaquín Peiró das zu diesem Zeitpunkt nicht mehr unbedingt erwartete Siegtor für die Iberer.
- Mexiko –  Tschechoslowakei 3:1 (2:1)

Stadion: Estadio Sausalito (Viña del Mar)
Zuschauer: 10.648
Schiedsrichter: Dienst (Schweiz)
Tore: 0:1 Mašek (8.), 1:1 Díaz (12.), 2:1 del Aguila (29.), 3:1 Hernández (90.) 11 m
Obwohl die Mexikaner schon früh in Rückstand gerieten und ihr typisches Schicksal seinen Lauf zu nehmen schien, war diesmal alles anders. Isidoro Díaz gelang schon bald der Ausgleich und nach einer halben Stunde lag „el Tri“ sogar in Führung, was zuvor noch nie bei einem WM-Spiel vorgekommen war. Die endgültige Entscheidung fiel in der Schlussminute. Nachdem Jan Lála im Strafraum mit der Hand zum Ball gegangen war, verwandelte Héctor Hernández den fälligen Strafstoß zum 3:1-Endstand. Es war der erste Sieg der Mexikaner bei einer WM überhaupt. In den vorherigen 13 Begegnungen hatte es lediglich ein Remis und 12 Niederlagen gegeben. Dass der lang ersehnte erste WM-Sieg ausgerechnet gegen den späteren Vizeweltmeister gelang (der das Finale gegen Brasilien mit demselben Ergebnis verlor) und man durch die gleichzeitige Niederlage der Spanier gegen Brasilien (1:2) zum ersten Mal eine WM nicht als Gruppenletzter beendet hatte, steigerte den Triumph der Mexikaner ins Unermessliche. Zugleich war dieser Sieg ein besonderes „Geschenk“ für den mexikanischen Torhüter Antonio Carbajal, der just an diesem Tag seinen 33. Geburtstag feierte.